# Nathaniel Lord Britton

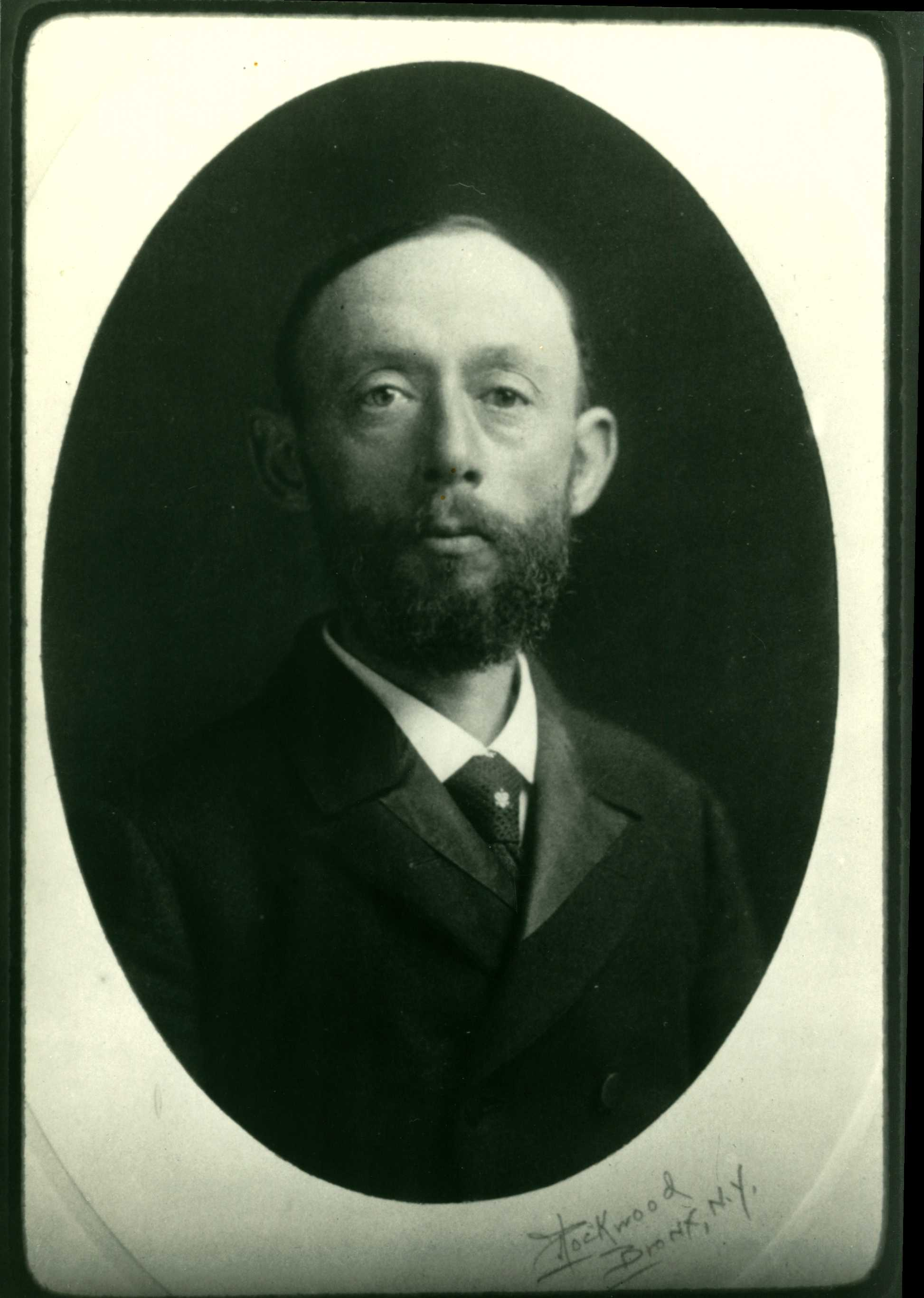
Retrato de Nathaniel Lord Britton.

Nathaniel Lord Britton (New Dorp, Staten Island, Nova Iorque, 15 de janeiro de 1857 — Bronx, New York, 25 de junho de 1934) foi um botânico e taxonomista e um dos fundadores do New York Botanical Garden, no Bronx, New York.

## Biografia
Britton nasceu em 15 de janeiro de 1859 em New Dorp, Richmond County, New York (estado), filho de Jasper Alexander Hamilton Britton e Harriet Lord Turner. Os seus pais queriam que estudasse Teologia, mas desde muito cedo sentiu-se atraído pelo estudo das ciências da natureza.
Formou-se na Escola de Minas da Universidade de Columbia (Columbia University School of Mines) e, posteriormente, leccionou geologia e botânica na Universidade de Columbia. 
Juntou-se ao Clube Botânico de Torrey (Torrey Botanical Club) logo após a graduação e do qual foi membro durante toda a sua vida. Britton foi membro eleito da Academia Nacional de Ciências dos Estados Unidos (National Academy of Sciences), da American Academy of Arts and Sciences, e da American Philosophical Society.
Casou com Elizabeth Gertrude Knight, uma brióloga, em 27 de agosto de 1885, depois de se conhecerem quando esta aderiu ao Torrey Botanical Club. Foram colaboradores científicos ao longo de toda a vida, realizando investigação botânica em conjunto.
Durante a sua lua de mel em Londres, em 1888, visitaram Kew Gardens, o que levou Elizabeth a propor, numa reunião do Torrey Botanical Club, a criação de um jardim botânico em Nova Iorque. Juntos, fizeram uma campanha para a criação do New York Botanical Garden (NYBG), o Jardim Botânico de Nova Iorque. Britton deixou a Universidade de Columbia em 1895 para se tornar o primeiro diretor do Jardim Botânico de Nova Iorque, cargo que ocupou até 1929. Fez parte do primeiro conselho de administração da instituição, juntamente com Andrew Carnegie, John Pierpont Morgan e Cornelius Vanderbilt II. Conseguiu apoio financeiro substancial para o novo jardim botânico, dando o nome de contribuintes ricos às plantas ali introduzidas.
Grande parte do seu trabalho de campo que está na base dos trabalhos publicados por Britton foi realizado nas Caraíbas, onde se deslocava frequentemente quando o inverno em Nova Iorque se tornava rigoroso. As suas contribuições para o estudo da flora das Caraíbas são incontestáveis.
Para além das obras sobre a flora das Caraíbas, escreveu Illustrated Flora of the Northern United States, Canada, and the British Possessions (1896), em colaboração com Addison Brown, e The Cactaceae, em colaboração com Joseph Nelson Rose.
Britton é também recordado como um dos signatários do Código Americano de Nomenclatura Botânica, documento que propunha alterações tão radicais às regras que regem a nomenclatura botânica que só foi possível chegar a um compromisso (e adotar algumas das principais disposições americanas) quase 30 anos mais tarde.
Faleceu em sua casa, no Bronx, a 25 de junho de 1934, depois de ter sofrido um acidente vascular cerebral 9 semanas antes. A casa onde viveu e trabalhou, a Britton Cottage, está preservada como parte do complexo museológico que consitui a Historic Richmond Town, em Staten Island.
Os géneros Brittonastrum (agora sinónimo de Agastache Clayton ex Gronov.), Brittonella (um sinónimo de Mionandra Griseb.), Brittonamra (que é agora um sinónimo taxonómico de Coursetia DC.), Brittonia (sinónimo de Ferocactus Britton & Rose) e Brittonrosea (um sinónimo de Echinocactus Link & Otto) e também Neobrittonia, bem como o jornal botânico Brittonia tomaram o seu nome como epónimo

## Obras publicadas
John Hendley Barnhart contribuiu com uma bibliografia completa das obras de Britton para o artigo Biographical memoir of Nathaniel Lord Britton, 1859-1934 (Memória biográfica de Nathaniel Lord Britton, 1859-1934), da autoria de Elmer Drew Merrill e apresentada à National Academy of Sciences na sua reunião anual de 1938.
Em 1960, Henry A. Gleason publicou The scientific work of Nathanial Lord Britton, onde resumiu e comentou as primeiras actividades botânicas de Britton, as organizações botânicas a que pertenceu, o seu trabalho de nomenclatura, a Illustrated Flora, a sua liderança do New York Botanical Garden, a sua West Indian Flora, a sua North America Flora, a sua Flora of Northern South America, as suas North American Trees e o seu trabalho monográfico.
Entre as suas obras mais conhecidas contam-se Illustrated Flora of the Northern United States, Canada, and the British Possessions, editada em conjunto com Addison Brown, e The Cactaceae, editada em conjunto com Joseph Nelson Rose. 
Entre muitas outras, é autor das seguintes obras:
- The Bahama flora (em colaboração com Charles Frederick Millspaugh), 1920.
- North American Trees (em colaboração com John Adolph Shafer), 1908.
- Manual of the flora of the Nothern States and Canada, 1901.
- The Cactaceae (em colaboração com Joseph Nelson Rose), 4 volumes, 1919-1923.
- Britton, Nathaniel; Addison Brown (1896). An illustrated flora of the northern United States, Canada and the British Possessions From Newfoundland to the Parallel of the Southern Boundary of Virginia, and from the Atlantic Ocean Westward to the 102d Meridian. Col: Volume I, Ophioglossaceae to Aizoaceae. [S.l.]: Charles Scribner's Sons. pp. 612
- Britton, Nathaniel; Addison Brown (1898). An illustrated flora of the northern United States, Canada and the British Possessions From Newfoundland to the Parallel of the Southern Boundary of Virginia, and from the Atlantic Ocean Westward to the 102d Meridian. Col: Volume III, Apocynacea to Compositae; Dogbane to Thistle. [S.l.]: Charles Scribner's Sons. p. 643 pages. Consultado em 24 de junho de 2008
- Britton, Nathaniel; Addison Brown (1913). An illustrated flora of the northern United States, Canada and the British Possessions From Newfoundland to the Parallel of the Southern Boundary of Virginia, and from the Atlantic Ocean Westward to the 102d Meridian. Col: Volume II, Amaranthaceae to Loganiaceae. [S.l.]: Charles Scribner's Sons. p. 2052 pages. Consultado em 10 de maio de 2008
- Britton, Nathaniel Lord; Addison Brown (1913). An Illustrated Flora of the Northern United States, Canada and the British Possessions From Newfoundland to the Parallel of the Southern Boundary of Virginia, and from the Atlantic Ocean Westward to the 102d Meridian. Col: Volume III Gentianaceae to Compositae -- Gentian to Thistle Second Edition -- Revised and Enlarged ed. New York: Charles Scribner's Sons. Consultado em 17 de junho de 2008
- Britton, Nathaniel; Joseph Nelson Rose (1922). The Cactaceae: Descriptions and Illustrations of Plants of the Cactus Family. [S.l.]: Carnegie Institution for Science. p. 263 pages. Consultado em 10 de maio de 2008
- A preliminary catalogue of the flora of New Jersey (1881) Et al.
- An illustrated flora of the northern United States, Canada and the British possessions from Newfoundland to the parallel of the southern boundary of Virginia, and from the Atlantic ocean westward to the 102d meridian 3 volumes. (1896–98) With Addison Brown.
- Contributions to the botany of the Yukon Territory (1901) Et al.
- Manual of the flora of the northern states and Canada (1901)
- The sedges of Jamaica (1907)
- Studies in West Indian plants (1908–26)
- Rhipsalis in the West Indies (1909)
- An illustrated flora of the northern United States, Canada and the British possessions (Vol. 1–3, 1913) With Addison Brown.
- The vegetation of Mona Island (1915)
- Flora of Bermuda (1918)
- The flora of the American Virgin Islands (1918)
- Descriptions of Cuban plants new to science (1920)
- The Bahama flora (1920) With Charles Frederick Millspaugh.
- Neoabbottia, a new cactus genus from Hispaniola (1921)
- The Cactaceae (1919 - 1923) online
- Em colaboração com Henry Hurd Rusby publicou a exsiccata Plantae Bolivianae a Miguel Bang lectae.[19]